# Lara Parmiani
Lara Valentina Parmiani (Milano, 25 luglio 1971) è un'attrice, doppiatrice, regista teatrale e speaker italiana.

## Biografia
Si è formata all'Accademia dei Filodrammatici di Milano e alla Guildhall School of Music and Drama di Londra. È laureata in drammaturgia.
Ha lavorato molto in teatro, specie a Londra, dove è stata protagonista tra l'altro di The King and I, Romeo and Juliet, The Little Dressmaker, God of Vengeance e diversi altri spettacoli musicali. In Italia ha lavorato con Gabriele Vacis e il Teatro Settimo di Torino. Ha fatto TV per la BBC ed interpretato alcuni film, tra i quali Nine Days of Hell. Ama cantare ed è un soprano, infatti è la voce di alcune sigle TV. Come scrittrice ha avuto racconti e poesie pubblicati su diverse riviste letterarie in italiano e inglese. Nel 2015 ha interpretato un'impiegata d'albergo nel film di Sam Mendes Spectre, della saga di 007.
Continua a lavorare in doppiaggio pubblicitario sia in italiano che in inglese e nel 2015 è stata candidata ai Voice Arts Awards a Los Angeles per “Outstanding Body Of Work”. A Londra ha fondato la compagnia teatrale LegalAliens Theatre per la quale recita, fa regia e tiene seminari. Con LegalAliens nel 2021 ha prodotto la serie di podcast Things I Am Not,  per cui ha scritto e interpretato il monologo Shapeshifting. Il pezzo è anche stato trasformato in spettacolo teatrale nel 2022.

## Doppiaggio

### Cinema
- Fairuza Balk in Senza movente
- Justin Cooper in Dennis colpisce ancora
- Liesel Matthews in La piccola principessa
- Danielle Wiener in Rusty, cagnolino coraggioso
- Chantal Strand in Air Bud vince ancora
- Jennifer Love Hewitt in Safe Sex - Tutto in una notte
- Courtland Mead in Shining
- Jordan Ladd in Trappola in rete
- Daveigh Chase in Rats - Il morso che uccide
- Jennifer Ogletree in Piccola peste s'innamora (1º versione)
- Nikki Reed in La prima volta di Niky
- Nicole Fugere in La famiglia Addams si riunisce

### Film d'animazione
- Brittany Taylor in Daria - The Movie: È già autunno?
- Eleanor Miller in Alvin Superstar incontra l'Uomo Lupo
- Oyuki nei film di Lamù
- Banjo in Banjo il gattino ribelle
- Tico in La spada dei Kamui
- Pig Pen in Charlie Brown e il pifferaio magico
- Freya ne I Cavalieri dello zodiaco - L'ardente scontro degli dei
- Lamia ne I Cavalieri dello zodiaco - La dea della discordia
- Manna Nonderaiko in Le ali di Honneamise

### Serie televisive
- Shawn Toovey in La signora del West
- A.J. Cook in Horizon
- Lindsey Shaw in Ned - Scuola di sopravvivenza
- Jodie Sweetin in Gli amici di papà
- Kate McNeil in Le nuove avventure di Skippy
- Natalie Dennis in Le redini del cuore - Riding High
- Kimberlee Peterson in Undressed
- Sonia Satra, Hayden Panettiere, Mackenzie Mauzy, Allison Hirschlag, Crystal Hunt, Marcy Rylan, Suzy Cote e Geri Betzler in Sentieri
- Elizabeth Alley in OP Center
- Michal Yannai in Power Rangers
- Portia Reiners in Così gira il mondo
- Julia Montgomery in Una vita da vivere

### Cartoni animati
- Bea in Mighty Max
- Brittany Taylor in Daria
- Charlotte ne Il mio amico Huck
- Rebecca ne Ivanhoe
- Dalia in Quattro amici per una missione intorno al mondo
- Erika in Chiudi gli occhi e sogna - Little Rosey
- Rebecca in Oscar e le sette note perdute
- Rosy in Paz
- Georgette in Anatole
- Audrey in Junior, pianta mordicchiosa
- Danielle in Pennellate di poesia per Madeline
- Stellina in Mille luci nel bosco
- Annika in Pippi Calzelunghe
- Ralph in Benny & Ralph: due cuccioli per amici
- Dorothy in Alla ricerca del Cristallo Arcobaleno
- Phoebe in Rupert
- Sally Acorn in Sonic
- Isabel in Una scuola per cambiare
- Polly in Ondino
- Midori in Mimì e la nazionale di pallavolo
- Eugene in Sailor Moon e il cristallo del cuore
- Ursula in Sailor Moon e il mistero dei sogni
- La Principessa in Petali di stelle per Sailor Moon
- Julia in Fiocchi di cotone per Jeanie
- Karim e Nanà in È un po' magia per Terry e Maggie
- Yucci in Un fiocco per sognare, un fiocco per cambiare
- Rika in Temi d'amore tra i banchi di scuola
- Melany in Curiosando nei cortili del cuore
- Giovanna in Cantiamo insieme
- Alba in Diventeremo famose
- Nancy Simpson in Un oceano di avventure
- Doris in Forza campioni
- Bouquet in Blue Dragon
- Daniela in Ciao, Sabrina
- Mary Bell in Mary Bell
- Lisa in Pollicina
- Marian Lancaster in Robin Hood
- Orsetto in Peter Pan
- Meshua ne Il libro della giungla (serie del 1989)
- Gretel, Piccola fiammiferaia, Fata Turchina, personaggi vari in Le fiabe più belle
- Ikika in Aka-chan to boku
- Poco in Occhio ai fantasmi!
- Mei Ling in Pesca la tua carta Sakura
- Pual in Dragon Ball, Dragon Ball Z e Dragon Ball GT
- Jiaozi in Dragon Ball Z e Dragon Ball GT
- Coniglietto ne Il brutto anatroccolo
- Elyse in Plastic Little
- Souffle in Eto Rangers
- Tina in Teknoman
- Lamia ne I Cavalieri dello zodiaco
- Ten negli OAV di Lamù
- Miki Makimura negli OAV di Devilman (Devilman - La genesi, Devilman - L'arpia Silen)
- Miki Makimura in Amon - The Apocalypse of Devilman
- Liala in Record of Lodoss War - Cronache della Guerra di Lodoss
- Leap Lim in MAPS: La leggenda dell'uragano di luce
- Imperatrice Asuka in Magic Knight Rayearth (doppiaggio Yamato Video)
- Mizuki Segawa in The Guyver
- Portia Gibbons in La Grande B!
- Lulubel ne Il paradiso delle dee
- Sara in Shamanic Princess
- Noa Izumi in Patlabor
- Kiiro Iijima in Iczer Girl Iczelion
- Lady Ishtar in Macross II
- Uzuki in Humming Bird
- Yumiko negli OAV di Black Jack
- May in Sol Bianca
- Mizuki in The Guyver
- Ruka in Idol Project
- Rinku e Piccolo Enma in Yu degli spettri
- Yaya Yuiki in Shugo Chara - La magia del cuore
- Okinu in Una miss scacciafantasmi
- Principessa Rosa in Mirmo!!
- Tina Garland in Kilari
- Voci aggiuntive in Bentornato Topo Gigio, Casper, Muppet Babies, Calimero e Molla l'osso Briscola

### Videogiochi
- Judith Mossman in Half-Life 2
- Allenatrice in Wii Fit, Wii Fit Plus, Wii Fit U, Super Smash Bros. per Nintendo 3DS e Wii U e Super Smash Bros. Ultimate
- Voce fuori campo dei tutorial per l'uso di Wii MotionPlus
- Caterina de Medici in Civilization VI
- Delma, Paulette, Geedo e Selkis in Arc - Il tramonto degli Spiriti[1]
- Meru in The Legend of Dragoon
- Oosik in Ace Ventura[2]
- Lee Jordan e Herbert Fleet in Harry Potter e la Coppa del Mondo di Quidditch[3]
- Trainer di Wii Fit (femmina) in Super Smash Bros. Ultimate[4]
- Laura e le fate in Laura e il segreto del diamante

## Spot

### Spot radio
- Max Mara, Saiwa, Fanta, H&M, Twix e altri.

### Spot TV
- HelloFresh, Etihad Airways, Diesel, Kit Kat, Skechers e altri.

## Riconoscimenti
- Tokimeki Anime Awards 1997 - Premio Paola Tovaglia come migliore doppiatrice di un cartone animato e anime per il doppiaggio di Nancy in Un oceano di avventure

- Haringey Heroes Awards 2025 - Awards Creative Industry Business of the Year per LegalAliens Theatre